# Emil Puhl
 (octobre 2022).
Si vous disposez d'ouvrages ou d'articles de référence ou si vous connaissez des sites web de qualité traitant du thème abordé ici, merci de compléter l'article en donnant les références utiles à sa vérifiabilité et en les liant à la section « Notes et références ».

Emil Johann Rudolf Puhl (28 août 1889 à Berlin - 30 mars 1962 à Hambourg) était un économiste nazi et un banquier durant la Seconde Guerre mondiale. 

## Carrière
Il fut directeur et vice-président de la Reichsbank pendant la Seconde Guerre mondiale et fut également directeur de la Banque des règlements internationaux (BRI) à Bâle (Suisse). 

## Or nazi
Il joua un rôle dans le déplacement de l'or nazi pendant la guerre. Une partie de l'or avait été pillée dans les pays occupés par les Nazis, et une autre partie avait été volée à leurs victimes incarcérées dans les camps de concentration. Beaucoup venaient des victimes de l'opération Reinhard à Auschwitz, Majdanek, Treblinka, Belzec, Chelmno et Sobibor qui impliquait l'assassinat en masse par gazage principalement des prisonniers avec du Zyklon B ou des gaz d'échappement de moteurs. Tous leurs biens leur furent retirés avant qu'ils ne passassent dans les "douches" (qui étaient, en fait, des chambres à gaz, où ils moururent). Même après la mort, leurs corps furent soigneusement examinés pour trouver et récupérer les éléments cachés tels que l'or ou les bijoux ainsi que des dents en or (en), avant d'être transmis à la Reichsbank.

## Procès de Nuremberg
Au procès des ministères, l'un des derniers des douze procès de Nuremberg tenus entre le 6 janvier 1948 et le 13 avril 1949, il fut reconnu coupable de crimes de guerre et condamné à cinq ans d'emprisonnement.